# Хуан Ягуе

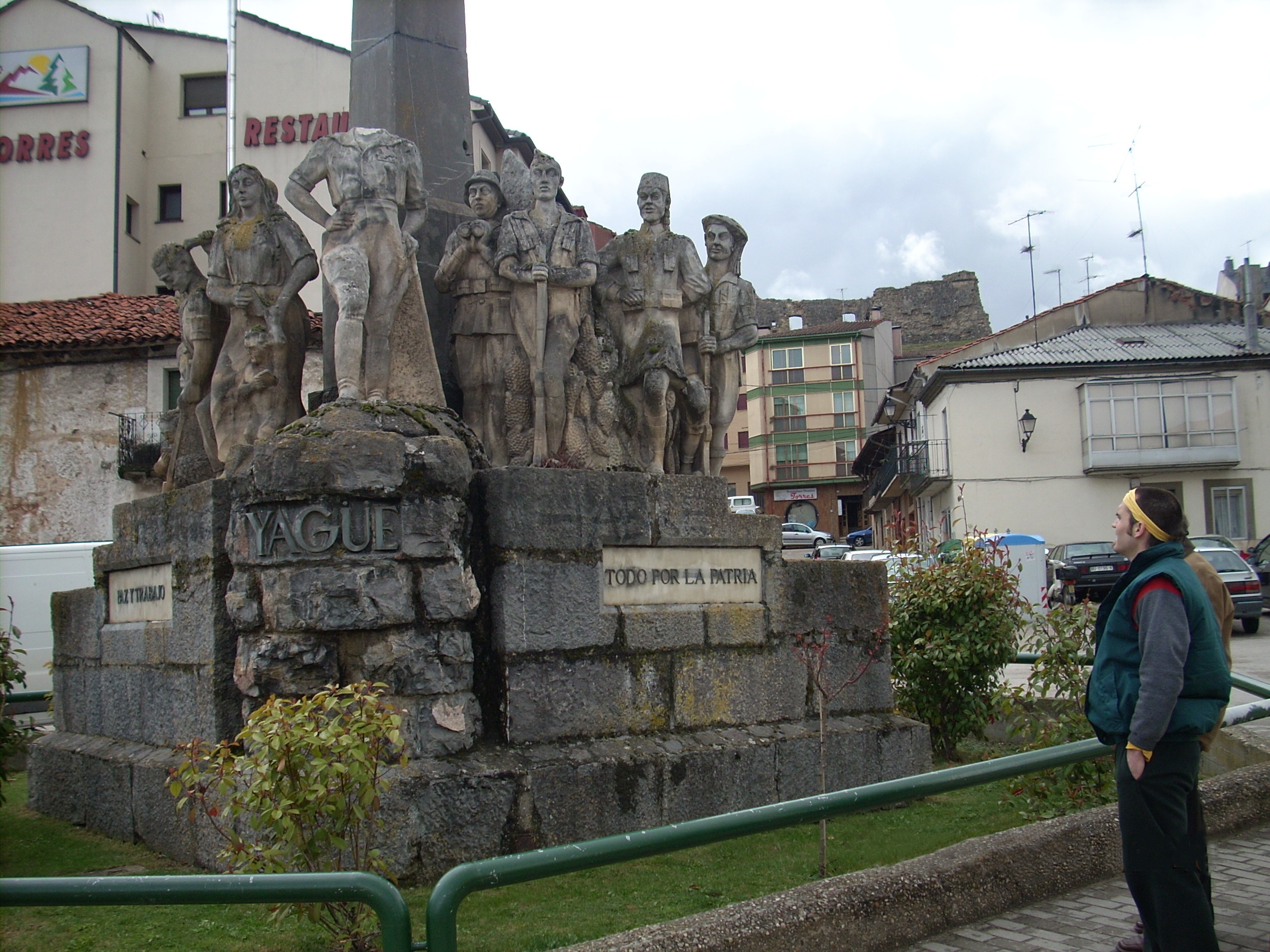
Монумент генералу

Хуан Ягуе Бланко (ісп. Juan Yagüe Blanco; 1891, Сан-Леонардо, Сорія, Кастилія і Леон — 29 жовтня 1952, Бургос) — іспанський воєначальник, генерал. Учасник громадянської війни в Іспанії 1936—1939.

## Командир африканських військ
Народився в сім'ї лікаря. Закінчив піхотне училище в Толедо разом з майбутнім генералісимусом Франсіско Франко, разом з яким потім служив в Африці, брав участь у Рифській війні, був кілька разів поранений і нагороджений. У 1932 році проведений в підполковники. У 1934 році разом з генералом Франко і Лопесом Очоа брав участь у придушенні повстання робітників в Астурії, проти яких були використані марокканські збройні формування «регулярес» (Fuerzas Regulares Indígenas) та Іноземний легіон. При цьому спочатку планувалося, що ними буде командувати інший офіцер (підполковник Лопес Браво), але той висловив сумнів у здатності солдатів стріляти по цивільному населенню, і Франко відразу ж замінив його на Ягуе, який сумнівів не відчував і виконав наказ. Дотримувався правих поглядів і брав участь у діяльності Іспанської фаланги та був особистим другом керівника цієї організації Прімо де Рівери.

## Участь у громадянській війні
У 1936 році підполковник Ягуе, який командував другим Іноземним легіоном, став одним з активних учасників змови проти лівого уряду Народного фронту, який малв намір усунути його від займаної посади. Однак він прибув на прийом до прем'єр-міністра і домігся свого залишення в Марокко. Після початку військового виступу націоналістів 17 липня 1936 року Ягуе керував взяттям під контроль Сеути (Марокко), а потім на чолі марокканських військ і легіонерів переправився через Гібралтарську протоку і висунувся до Севільї, підтримавши націоналістів, які вже зайняли це місто. У серпні 1936 року він керував наступом африканських військ, які протягом тижня пройшли близько 300 км від Севільї до Меріди. Англійський історик Г'ю Томас так описує особливості цього рейду: 

Тут діяв Ягуе, фалангістський командир Іноземного легіону, і разом з ним майори Асенсіо, Кастехон і Телья — всі троє ветерани марокканських воєн. Кожен з них командував «бандерою» легіону і «табором» «регулярес», з однією або двома батареями. У розпорядженні загонів було 100 швидких потужних вантажівок… Біля міста вантажівки зупинялися. Приблизно півгодини тривали бомбардування і артилерійський обстріл. Потім на приступ йшли легіонери і марокканці. У разі опору у справу вступали штурмові загони. Якщо вдавалося знаходити тіла жертв революційного терору, то починалася полювання за рештою лідерами лівих партій, яких розстрілювали на місці. Разом з цими каральними заходами всюди заново відкривалися церкви, служилися меси і хрестили дітей, які народилися в цьому місяці.

 (За іншими даними, Асенсіо до того часу вже був підполковником).

### Взяття Бадахоса
14-15 серпня війська Ягуе взяли штурмом місто Бадахос, в якому, за повідомленнями преси того часу, було розстріляно кілька тисяч полонених республіканців. Багато полонених були вбиті на арені для бою биків — вбивали всіх, у кого на плечі знаходили сліди, що залишаються прикладом при віддачі. Журналіст Джей Аллен з «Чикаго Триб'юн» писав, що тільки на арені загинуло дві тисячі чоловік, проте, на думку історика Г'ю Томаса, ця цифра, швидше, ближче до двохсот, ніж до двох тисяч" (при цьому багато республіканців загинули в інших місцях). Сам Ягуе у розмові з американським журналістом Джоном Вайтекером визнав факт розстрілу чотирьох тисяч осіб:

Звичайно, ми розстріляли їх. А чого ви чекали? Подумали, що я потягну за собою чотири тисячі червоних, коли моя колона і без того бореться з часом? Уявляли, що залишу їх на волі у себе в тилу і дозволю їм знову зробити Бадахос червоним?

Історик Пол Престон вважає, що свою роль в трагічних подіях зіграли традиції, що існували в марокканській армії, а також злість африканських військ, які вперше зіткнулися з серйозним опором і понесли великі втрати. Взяття Бадахоса стало військовим успіхом націоналістів, але масові розстріли полонених завдали сильного удару їхньому іміджу.

### Продовження війни
За військові успіхи — наступ «африканців» дозволив з'єднатися силам націоналістів на півдні і півночі країни — Ягуе був підвищений до полковника і продовжив керувати наступом африканських військ, цього разу на Мадрид. Війська під його командуванням взяли ряд міст — Трухільйо, Навальмораль-де-ла-Мата, Талавера-де-ла-Рейна — а у вересні 1936 рокувели успішні бої в долині річки Таг. Проте в тому ж місяці Ягуе тимчасово покинув свій пост: за офіційною версією, через хворобу (цю ж версію вважає найімовірнішою і історик Пол Престон), за неофіційною — через серйозні розбіжності з Франко, який наказав тимчасово відкласти наступ на Мадрид, направивши війська в Толедо, де республіканці облягали Алькасар, що оборонявся загоном націоналістів на чолі з полковником Хосе Москардо Ітуарте. Ягуе ж був прихильником «бліцкригу», що передбачав швидкий прорив до Мадриду.
Пізніше Ягуе повернувся на фронт і за відмінності був проведений в бригадні генерали. У липні 1937 року він був призначений командувачем першим корпусом Марокканської армії. 1937 року він підтримав Франко в його конфлікті з частиною лідерів Іспанської фаланги — така позиція Хуана сприяла провалу фалангистського бунту, за яким відбувся арешт його учасників. У 1938 році Ягуе брав участь в успішному наступі в Арагоні, його війська зайняли міста Бельчите і Леріду, після чого він запропонував продовжити наступати на Барселону. Проте обережний Франко і в цьому разі відмовив прихильникові «бліцкригу». Як воєначальник, відрізнявся холоднокровністю і гнучкістю, здатністю скорегувати затверджений план операції в разі зміни обстановки. Він вважався єдиним іспанським воєначальником, який користувався повагою німецького Легіону «Кондор», що брав участь у бойових діях на стороні націоналістів.

### Промова в Бургосі
19 квітня 1938 року Ягуе виголосив у Бургосі промову, в якій запропонував амністувати частину політичних в'язнів — як пересічних республіканців, так і учасників фалангістського виступу проти Франко: 

Помилково стверджують, що червоні — боягузи. Ні, вони стійко б'ються, наполегливо відстоюють кожну п'ядь землі, мужньо вмирають. Адже вони народилися на священній землі, яка загартовує серця. Вони — іспанці, отже, вони відважні… Тисячі і тисячі людей страждають у в'язницях. У чому їх вина? Вони перебували в робочих спілках та сплачували членські внески. Але ніхто не переслідує банкірів, які давали оголошення в соціалістичні газети. Необхідно якомога швидше звільнити невинних. Якщо я вступаюсь за людей, обвинувачених у марксизмі, за моїх вчорашніх ворогів, то тим більше я повинен заступитися за основоположників нашого руху, за блакитні сорочки, за фалангістів, кинутих до в'язниці. Вони були на вулицях, коли ми вели перші бої. Тепер вони за ґратами. Їх потрібно негайно випустити. Їх чекають у тисячах будинків. У цих будинках не тільки горе і злидні, в ці будинки вже закрався сумнів.

Наступного дня після цього виступу Ягуе був заарештований, публікація його промови була заборонена. Однак через кілька днів генерал був звільнений і незабаром знову прийняв командування корпусом. Франко не прийняв пропозицію про амністію, але не зважився тримати у в'язниці популярного серед фалангістів і військових генерала (за словами Г'ю Томаса, «гарячий і палкий, Ягуе користувався великою популярністю у військах, нічим не нагадуючи тих холодних, стриманих німецьких генералів, якими Франко захоплювався»). Після цього Ягуе до кінця війни вже не робив подібних заяв.

### Битва на Ебро і кінець війни
Повернувшись на фронт, Ягуе командував військами націоналістів під час битви на річці Ебро — наймасштабнішої битви громадянської війни. У ніч з 24 на 25 липня 1938 року республіканські сили зробили на цій ділянці фронту рішучий наступ із тим, щоб переломити несприятливий для них хід війни. Спочатку війська Ягуе були змушені відступити, а сам генерал трохи не загинув, перебуваючи на передовій. Проте вже до кінця липня йому вдалося стабілізувати ситуацію, повністю зупинивши наступ, а на початку серпня навіть зробив контратаки. У вересні-жовтні 1938 року Ягуе керував трьома наступами військ націоналістів в районі Ебро, що проходили за підтримки авіації (пілотів з Німеччини та Італії), що перевершувала за чисельністю республіканську уп'ятеро. Однак ці настання не привели до значних успіхів через свій «лобовий» характер. У листопаді 1938 року новий наступ військ Ягуе завершилося успіхом — сили республіканців були відкинуті за річку Ебро, їх армія втратила понад половину свого складу.
У грудні 1938 року війська Ягуе завдали відволікаючий удар на Ебро, у січні наступного року форсували річку і 26 січня увійшли в Барселону, яка була здана республіканцями без бою. У березні 1939 року Ягуе прийняв капітуляцію республіканської армії Естремадури, запропонувавши її командиру генералу Антоніо Ескобару врятувати своє життя і втік літаком за кордон, проте Ескобар відмовився і в 1940 році був розстріляний за вироком військового трибуналу.

## Після війни
У 1939 році Ягуе був проведений в дивізійні генерали і призначений на знову створений пост міністра авіації. За допомогою цього призначення Франко вирішував дві задачі — видаляв з сухопутних військ популярного в них генерала і перешкодив призначенню на міністерську посаду монархіста Альфредо Кінделана, який командував ВПС націоналістів протягом усієї громадянської війни. Тим самим каудільо послаблював позиції обох генералів, у чиїй лояльності він не був упевнений.
На посаді міністра авіації Хуан Ягуе проявив себе прихильником розширення співпраці з нацистською Німеччиною, використанням бойового досвіду німецької авіації. У той же час він відновлював в армії кваліфікованих офіцерів, що служили раніше в республіканських ВВС. 27 червня 1940 року був звільнений з посади і відправлений у заслання в рідне місто. Офіційно це рішення Франко було пов'язано із зустріччю Ягуе з англійським послом в Іспанії, під час якої генерал недипломатично заявив про те, що  Великій Британії була нанесена заслужена атака німецькими військами. Реальною причиною опали були критика Ягуе на адресу каудільо, а також дані про те, що генерал готував змову проти Франко.
12 листопада 1942 року Ягуе був повернутий на дійсну службу і призначений командувачем військами в Мелільї (Марокко). У 1943 році він був проведений в генерал-лейтенанти і призначений командувачем шостим військовим округом зі штабом у Бургосі — на цьому посту він перебував до своєї смерті. Це високе призначення було пов'язане з прагненням Франко встановити баланс між германофілами-фалангістами і англофілами-монархістами у військово-політичному керівництві країни. В жовтні 1944 року Ягуе зіграв важливу роль у відбитті спроби іспанських республіканців, які брали участь у французькому Опорі, прорватися на територію країни.
Генерал Ягуе помер у 1952 році. В наступному році Франко посмертно присвоїв йому титул маркіза Сан-Леонардо Ягуе; цю ж назву отримало рідне місто генерала.